# WASP-107
Désignations
WASP-107 est une étoile naine orange de magnitude apparente 11,6 située à environ 210 Années-lumière du système solaire en direction de la constellation de la Vierge. Sa température moyenne de surface est plutôt basse. 

## Découverte
WASP-107 est observée en 2016 lors de la campagne d'observation K2 du projet SuperWASP.

## Caractéristiques

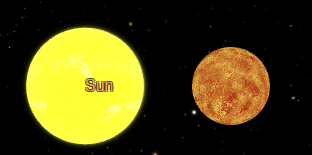
Comparatif entre le Soleil naine jaune et WASP-107 naine orange

WASP-107 est trop éloignée du Soleil, pour être observée à l'œil nu.
Sa température de surface est de 4430 kelvin ce qui la classe dans le type spectral K6, il s'agit d'une étoile de température moyenne à basse.
Une étude de 2017 sur les taches stellaires de WASP-107 par l'Astrophysics Group de Keele University Staffordshire,  a trouvé un écart significatif entre l'âge isochronal de 8.3 ± 4.3 Ga et gyrochronologique de 0,6 ± 0,2 GA déterminé à partir de sa période de rotation stellaire de 17,5 ± 1,4 jours.

## Système planétaire
Deux exoplanètes orbitant autour de WASP-107 ont été confirmées par la méthode du transit : WASP-107 b et WASP-107 c.